# 安娜·别利察
安娜·别利察（羅馬化：Ana Bjelica，1992年4月3日—），塞尔维亚女子排球运动员。她曾代表塞尔维亚国家队参加2020年夏季奥林匹克运动会排球比赛，获得一枚铜牌。